# Laura Canoura
Laura Canoura Sande (Montevideo; 2 de enero de 1957) es una cantante, actriz y compositora de música popular uruguaya. Con más de cuarenta años de trayectoria artística es una de las principales artistas femeninas de ese país. Comenzó su carrera musical como integrante del grupo Rumbo en plena dictadura cívico-militar uruguaya, al que le siguió el trío Las Tres. Rápidamente cobró popularidad y a principios de la década de 1990 inició su carrera como solista. Desde entonces ha lanzado cerca de veinte álbumes, ha ganado numerosos premios (entre ellos el primer Disco de Platino obtenido por una cantante mujer en Uruguay), ha participado en obras musicales y programas de televisión, siendo una de las figuras más reconocidas de su país. 

## Biografía

### Primeros años
Nacida en Montevideo en 1957, es la menor de las tres hijas de José Canoura y Carmen Sande. De ascendencia gallega, su abuelo paterno era originario de Santa Cecilia del Valle de Oro (Foz), en la provincia de Lugo, y emigró a Uruguay en 1913.

### Inicios artísticos
Sus comienzos artísticos pueden ubicarse hacia 1978 al finalizar sus estudios teatrales en la escuela de los actores Roberto Fontana y Nelly Goitiño. Poco después, su participación en el Conservatorio del Núcleo de Estudios Musicales le vale el acercarse a varios músicos junto a los cuales integraría al año siguiente el grupo Rumbo.

### Rumbo

#### Comienzos

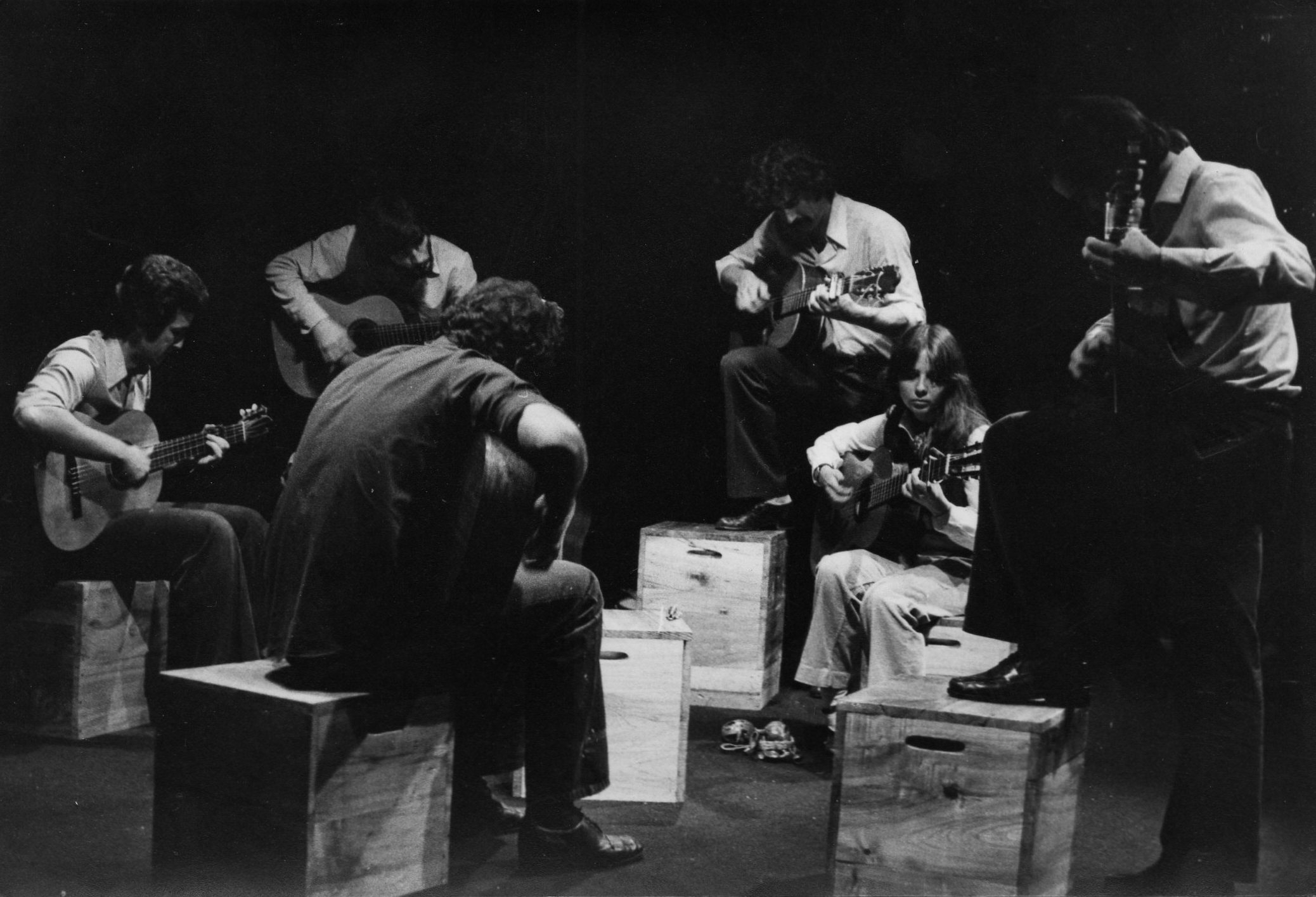
Fotografía del grupo Rumbo.

Desde principios de 1979 comienza su vínculo con los músicos Mauricio Ubal, Gonzalo Moreira, Gustavo Ripa, Miguel López y Carlos Vicente lo que produciría la fundación del grupo Rumbo. Brindan su primer recital en el Teatro Astral en junio de 1979.
Su primer larga duración, titulado “Para abrir la noche”, fue editado por el sello Ayuí / Tacuabé en 1980. En años siguientes editaron los otros dos álbumes que conformaron su discografía: "Sosteniendo la pared" en 1982 y "Otro tiempo" en 1985 y brindaron conciertos por muchos puntos de Uruguay, actuando también en varias oportunidades en Buenos Aires.

#### Esa tristeza
En el transcurso de 1984 y paralelamente a su trayectoria en Rumbo, Canoura comienza la preparación de un disco solista, el cual contó con la producción artística de Jaime Roos y el apoyo musical del grupo Repique, que estaba integrado además por Andrés Recagno, Alberto Magnone, Gustavo Etchenique y Carlos "Boca" Ferreira. Este trabajo se concreta al año siguiente con la edición de su primera obra solista la cual llevó por título "Esa tristeza".

#### Disolución

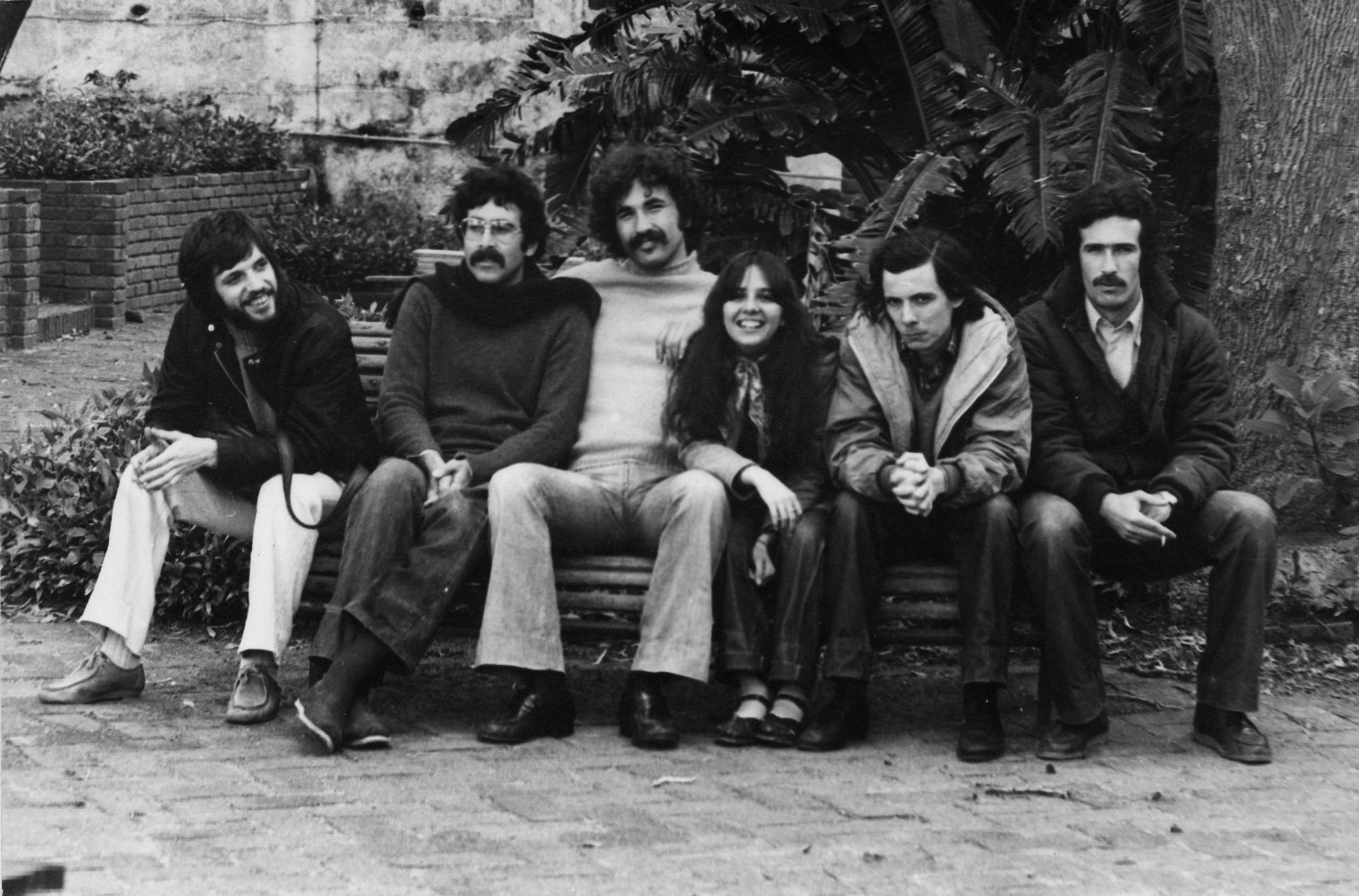
Fotografía del grupo Rumbo

En los ocho años de existencia del grupo, fue objeto de censura por parte de la dictadura cívico-militar uruguaya que se materializó en suspensión de conciertos, o eliminación de parte de los créditos de su primer fonograma, debido a la prohibición que pesaba sobre los autores Mario Benedetti, Adela Gleijer y Diana Reches.
Hacia 1987 Rumbo se separa, dando comienzo a las prolíficas trayectorias personales de Ubal y Canoura. A mediados de ese año y en el transcurso del siguiente, Canoura retoma su actividad artística, presentándose junto a Esteban Klísich y Mauricio Ubal en dos ciclos de espectáculos en Montevideo que lograron una gran respuesta del público.

### Las tres
A fines de 1988 comienza las presentaciones del espectáculo "Las tres" junto a Estela Magnone y Mariana Ingold (la cual dejaría su lugar poco tiempo después a Flavia Ripa). El mismo consistía en un espectáculo que brindaban estas artistas en La Barraca, haciendo cada una su propio repertorio acompañado por las restantes y otros tres músicos. El disco de dicho espectáculo se editaría al año siguiente, logrando un nivel de ventas que les valió obtener el Disco de Oro.

### Trayectoria solista
Luego del éxito de este espectáculo, Canoura decide conformar su propia banda y hacer un relanzamiento de su disco "Esa tristeza", el cual, por falta de fechas libres del grupo Repique, nunca pudo presentarse en vivo.
Es así como en el correr de 1990 y 1991, la artista brinda exitosas presentaciones de este disco en varios puntos del Uruguay, entre las cuales se destacan varias actuaciones en el Teatro Solís de Montevideo. El disco llegó a ocupar los primeros lugares entre los álbumes más vendidos del país logrando sucesivamente el Disco de Oro y el Disco de Platino. De esta forma se convierte en la primera artista femenina en lograr estos reconocimientos.

#### Puedes oírme
Culminando 1991 edita su segundo disco solista, titulado "Puedes oírme" producido también por Jaime Roos. Además de este músico, Canoura recibe el apoyo instrumental de Estela Magnone, Hugo Fattoruso, Bernardo Aguerre, Jorge Nocetti, Andrés Recagno y Nelson Cedrez. Este álbum, editado en vinilo y casete, fue poco después lanzado en formato CD en una obra que incluyó asimismo su primer disco solista y con el cual alcanzó el "Compacto de Oro".
El año siguiente comienza con la artista representando a Uruguay en la Exposición Universal de Sevilla de 1992 con el video del tema "Detrás del miedo", realizado como apoyo al corte de difusión de su anterior larga duración. A mediados de ese año participa en representación de Uruguay en el programa ¡Y Vero América va!, de la actriz y cantante mexicana Verónica Castro.

#### Las cosas que aprendí en los discos
En marzo de 1993, en el marco del "Festival de Cine de la ciudad de Montevideo", el videoclip del tema "Todo lo que quiero" es galardonado con el primer premio. Otro videoclip que tuvo importantes repercusiones fue "Nada vale más" del álbum editado el año anterior "Las cosas que aprendí en los discos", por el cual fue invitada a participar en la programación internacional de MTV. En junio brinda una presentación en el Memorial da América Latina en San Pablo, y a fines de ese año es galardonada con el Premio Fabini como mejor cantante popular en el Teatro Solís.

#### Locas pasiones
Junto a Hugo Fattoruso presenta el espectáculo “Locas pasiones” en el teatro Solís, el cual fue grabado en vivo y editado en CD. Esta obra constó de un repertorio de boleros y tangos, lo que representó el primer acercamiento de la artista a este último género.
Posteriormente recibe una nueva invitación para representar a Uruguay, esta vez en el Festival OTI de la Canción llevado a cabo en Valencia.

#### Piaf
Culminando 1994 realizó un ciclo de recitales en compañía de la Banda Sinfónica de la Ciudad de Montevideo. En este marco, el director de la Compañía Teatral Italia Fausta, Omar Varela, le ofrece el papel protagónico interpretando a la artista francesa Édith Piaf en una obra músico/teatral basada en el libro de la autora inglesa Pam Gems.
Con buena repercusión de público y crítica, la obra se mantiene en cartel en una extensa temporada durante el año siguiente. Finalizada la misma se produce el lanzamiento del álbum "Piaf" con las versiones interpretadas por Canoura en la obra. Asimismo, bajo la dirección de Walter "Cacho" Bagnasco, se produce la adaptación televisiva de la obra, lo que significa el debut en la pantalla chica de la artista. Esta participación le vale recibir al año siguiente, el Premio Iris de Plata otorgado por el diario El País.

#### Interior
En el correr de 1996 se concentró totalmente en la grabación del disco “Interior”, para lo cual convocó a otros importantes artistas uruguayos, algunos de los cuales habían compartido proyectos anteriores. Entre este equipo de arregladores, músicos y compositores se encontraron Alberto Magnone, Hugo Fattoruso, Bernardo Aguerre, Hugo Jasa y Esteban Klísich. Este trabajo constituyó su presentación en el medio artístico como compositora, en el que además versionó a Alfredo Zitarrosa y Santiago Chalar. Luego de las actuaciones referidas a este material, recibe la convocatoria del Director de la Orquesta Filarmónica de Montevideo, Federico García Vigil, para participar en una nueva edición del espectáculo “’’Galas de Tango’’”. El mismo reúne a los instrumentos de cuerda de esta orquesta, junto a piano, guitarra, bandoneones, cantantes y bailarines. Junto a la Filarmónica, han actuado otros cantantes como Gustavo Nocetti, Susana Rinaldi, Daniel Cortés, Eladia Blázquez, Darío Solari y Miguel Ángel Maidana. En esta ocasión, junto a Canoura, se presentó en una gira por Brasil, pasando por las ciudades de Porto Alegre, Río de Janeiro y San Pablo.

#### Pasajeros permanentes
A fines de 1998 tiene lugar la producción para la compañía Warner Music, su primer trabajo a nivel internacional, titulado "Pasajeros permanentes". El mismo fue grabado en Santiago de Chile contando con la participación de músicos de ese país y uruguayos.
Con esta obra, presentada en los principales teatros de la capital uruguaya y por el sur de Chile, la artista alcanza los primeros lugares de difusión radial en ese país y un nuevo Disco de Oro en Uruguay.
Por esta época también participa del álbum colectivo de homenaje a Pablo Neruda “Marinero en tierra”, junto a los músicos Alejandro Sanz, Milton Nascimento, Joaquín Sabina, Andrés Calamaro y Eduardo Darnauchans, entre muchos otros. También participa de los discos de las series televisivas "Cerro Alegre" y "Sabor a ti", con las canciones "Al sur de tu corazón" y "Detrás del miedo" respectivamente.

#### Esencia
Su siguiente espectáculo, llamado "Esencia", fue presentado en la Sala Zitarrosa de Montevideo en septiembre de 2000. El repertorio del mismo estuvo integrado por versiones de distintas influencias artísticas que la artista recibió durante su formación, como Los Beatles, Paul Simon, Carlos Gardel, Alfredo Zitarrosa, Jacques Brel, Antonio Carlos Jobim y Daniel Viglietti. En octubre presenta este espectáculo en La Trastienda de Buenos Aires y al año siguiente se embarca en una extensa gira que abarcó 23 ciudades uruguayas, Argentina y Chile, finalizando con una participación del ciclo "Latinas en Vivo" en Santiago de Chile.

#### Mujeres como yo
El lanzamiento de su noveno álbum solista, titulado "Mujeres como yo" tuvo lugar en noviembre de ese año. Este disco, considerado intimista y femenino, recoge su mirada como compositora 
de sus afectos más cercanos, recorriendo una gama de ritmos como el blues, el jazz, flamenco y candombe. Cabe agregar que esta obra tuvo una edición especial para el mercado español en la cual se incluyeron como bonus tracks los temas "Al sur de tu corazón" y "Para hacerte sentir mi amor".
A comienzos de 2002 recibió la convocatoria para participar como jurado folclórico en el XLIII Festival Internacional de la Canción de Viña del Mar, que tuvo lugar entre los días 20 y 25 de febrero de ese año. Más tarde ese año tiene la oportunidad de actuar junto a la Filarmónica de la Ciudad de Montevideo en un nuevo espectáculo de "Galas de Tango". Esta participación la lleva en esta ocasión a brindar espectáculos en Egipto, recorriendo las ciudades de El Cairo y Alejandría.

#### Bolero
Posteriormente comienza el que definió como "el espectáculo más importante de su carrera como intérprete", llamado "Bolero, una noche de gala". En el mismo interpretó distintas composiciones latinoamericanas de este género musical, entre las que se contaron clásicos como "Contigo aprendí" de Armando Manzanero, "Solamente una vez" de Agustín Lara o "Arráncame la vida" de Chico Novarro.
Con este trabajo realiza una extensa gira por distintas localidades de Uruguay que contó con el apoyo de "República Afap". Hacia finales del año, tiene lugar el lanzamiento del disco "Bolero", que registró el repertorio elegido para las presentaciones de este trabajo, las cuales la llevaron nuevamente a recorrer todo el territorio uruguayo, y con el cual obtiene nuevamente el "Disco de Oro".
Su trayectoria como intérprete posibilitó que en enero del 2003, recibiera la convocatoria de Armando Manzanero, para conformar junto a otros artistas un álbum colectivo integrado por boleros escritos y arreglados por este músico. El mismo, titulado "Entre dos", contó con la participación Alejandro Sanz, Cristian Castro, Miguel Bosé, José Alfredo Fuentes y Olga Tañón, entre otros.
En una tercera convocatoria para participar del espectáculo “Galas de Tango”, la artista recorre distintos escenarios de Santiago de Chile, presentándose ante un público estimado de 20 000 personas. Posteriormente se presenta en compañía de Jorge Nocetti en Barcelona y Madrid.

#### Veinticinco
En 2004 la artista cumple 25 años de trayectoria artística y es galardonada con los premios "Mujer del año" seleccionada entre 34 mujeres uruguayas de distintos ámbitos, y "Mujer del año" en el rubro musical. 
Posteriormente emprende una nueva gira por Uruguay y Argentina, en la cual se presenta con su nuevo espectáculo "Veinticinco" en Rosario, La Plata y Buenos Aires. El repertorio del mismo estuvo integrado por canciones editadas por la cantante desde los inicios de su carrera. Dicha temática fue la elegida para conformar el álbum antológico doble editado con posterioridad.
En diciembre brinda un espectáculo titulado “Sin red” en el Teatro Solís cuyos fondos fueron destinados para el Hospital de Tacuarembó. En el mismo contó con la compañía del pianista argentino Adrián Iaies, con quien ya había realizado algunas presentaciones en 2002 en Montevideo y Punta del Este. Finalizando el año, cierra la gira de “Veinticinco” en el Teatro de Verano de Montevideo.

#### Esencia / dos

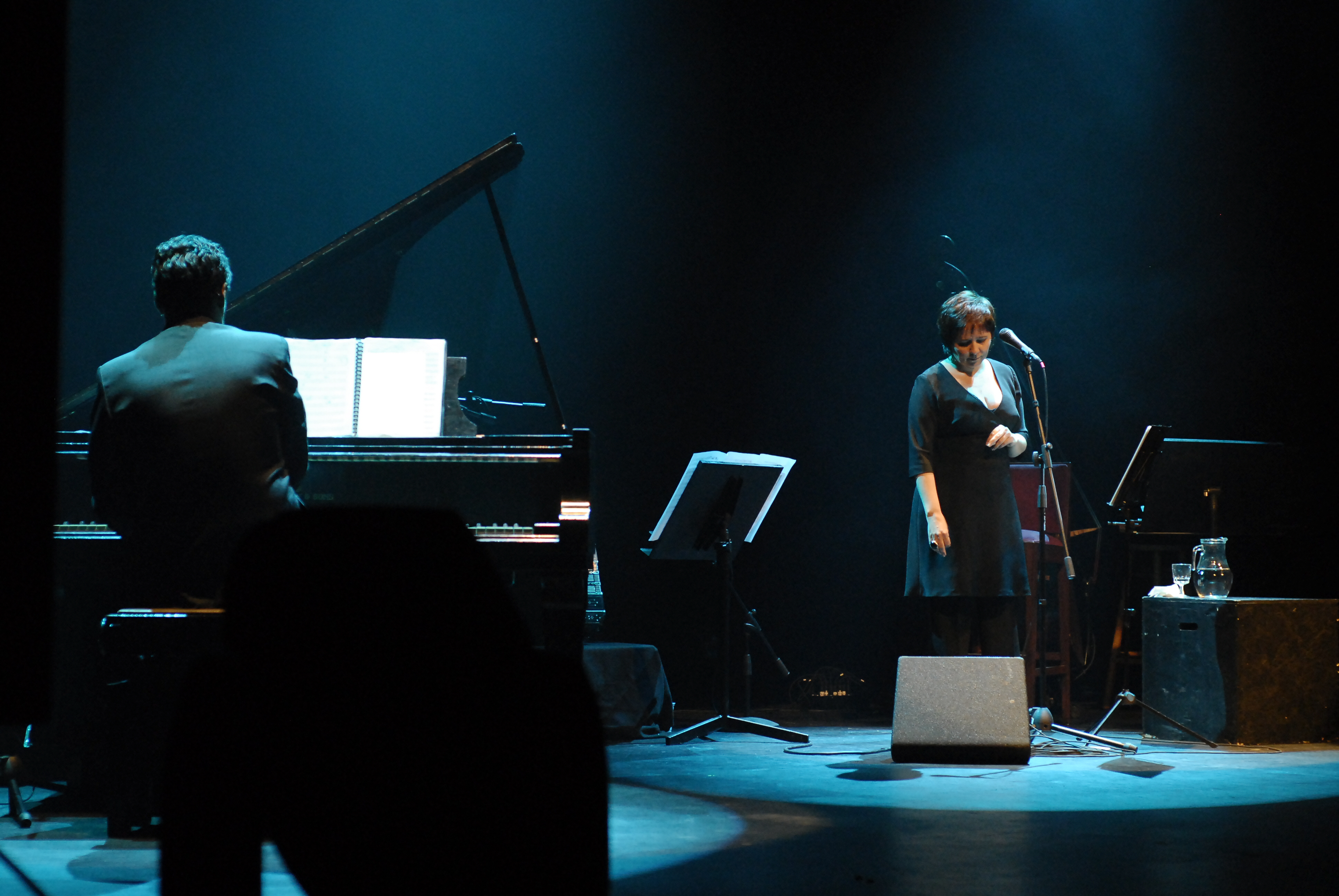
Laura Canoura y Sebastián Larrosa brindando un recital en el Teatro Solís de Montevideo.

El 1 de marzo, en el marco de la asunción de mando de Tabaré Vázquez a la Presidencia de la República, se presenta ante un numeroso público, como invitada en el espectáculo “Galas de Tango” de la Orquesta Filarmónica de Montevideo brindado en la explanada del Palacio Legislativo.
Más tarde ese año viaja a Chile para presentarse una vez más en su capital, esta vez en compañía de Jorge Nocetti. Junto a este músico y Sebastián Larrosa graba en vivo el disco “Esencia / Dos”, pensado como el sucesor del disco "Esencia" editado años atrás. Luego emprende una nueva gira europea en la cual se presenta en Suecia y España en 8 oportunidades.
Al año siguiente representa a Uruguay en la asunción presidencial de Michelle Bachelet. Posteriormente comienza las presentaciones del espectáculo "Esencia / Dos" por territorio uruguayo, la cual se extiende desde mayo hasta julio de 2006, culminando con una actuación en el Teatro Solís.

#### Canoura canta el tango

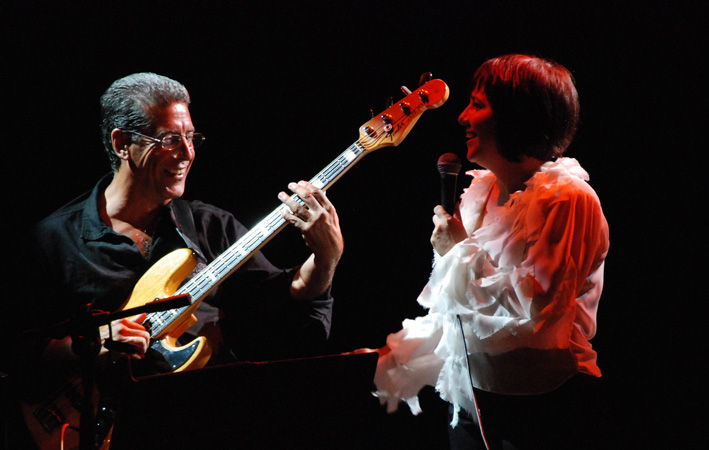
Laura Canoura y el bajista Cono Castro en una de las presentaciones de "Canoura canta el tango" en el Centro cultural de Maldonado.

En el correr de 2007 recibe varios reconocimientos a su trayectoria, entre los que se encontraron el nombramiento de Ciudadana Ilustre de la Ciudad de Montevideo por parte de su Intendente Ricardo Ehrlich, y el premio "Montevideanas" entregado por primera vez por la Comisión de Género y Equidad de la Junta Departamental de Montevideo.
Luego de realizar una nueva gira por España en compañía de Jorge Nocetti, edita bajo la producción de Alfonso Carbone, su último disco titulado "Canoura canta el tango", en el cual recibe el acompañamiento de destacados músicos de este género. En el repertorio del mismo se pueden encontrar populares tangos compuestos por Manzi, Discepolo y Gardel, así como el tema “Los hijos de Gardel”, con letra de Canoura y música de Alberto Magnone.
Luego de la edición de este disco, la artista ha asegurado que su próximo lanzamiento discográfico estará compuesta íntegramente por temas de su autoría.

## Discografía

### Álbumes de estudio
- Para abrir la noche (con Rumbo. Ayuí / Tacuabé a/e26. 1980)
- Sosteniendo la pared (con Rumbo. Ayuí / Tacuabé a/e35. 1982)
- Esa tristeza (Orfeo SULP 90764. 1985)
- Otro tiempo (con Rumbo. Orfeo SULP 90788. 1985)
- Planetario (junto a Esteban Klisich. Ayuí / Tacuabé. 1989)
- Las tres (con Las tres. Orfeo 91011-4. 1989)
- Puedes oírme (Orfeo 91140-4. 1991)
- Las cosas que aprendí en los discos (Orfeo CDO 017-2. 1992)
- Locas pasiones (junto a Hugo Fattoruso. Orfeo CDO 052-2. 1994)
- Piaf (Orfeo CDO 087-2. 1995)
- Interior (Orfeo 91368-4. 1996)
- Pasajeros permanentes (Warner Music Group. 1998)
- Esencia (junto a Jorge Nocetti. Bizarro Records 2354-2. 2001)
- Mujeres como yo (Warner Music Group. 2001)
- Bolero (Warner Music Group. 2003)
- Esencia / Dos (junto a Jorge Nocetti y Sebastián Larrosa. Bizarro Records. 2005)
- Canoura canta el tango (Bizarro Records. 2007)
- Las canciones de Piaf (Bizarro Records. 2009)
- Un amor del bueno (Bizarro Records. 2010)
- CANOURA Colección histórica (Bizarro Records. 2011)

### Colectivos
- Tiempo de cantar 2 (Con Rumbo. Ayuí / Tacuabé a/e23. 1980)
- A redoblar (con Rumbo. Ayuí / Tacuabé a/e33. 1982)
- Adempu canta vol. I (con Rumbo. RCA. 1984)
- 7 Solistas (Ayuí / Tacuabé a/e72k. 1988)
- La Barraca en vivo (Orfeo 91050-4. 1990)
- Marinero en tierra (Warner Music Group. 1998)
- Cerro Alegre (Warner Music Group. 1999)
- Sabor a ti (Warner Music Group. 1999)
- Entre dos (Warner Music Group. 2003)

### Colaboraciones
- Pájaros (Rubén Olivera) (Ayuí / Tacuabé. 1981)
- De puerta en puerta (Washington Carrasco y Cristina Fernández) (RCA. 1981)
- Mediocampo (Jaime Roos) (Orfeo. 1984)
- Credenciales (Fernando Yáñez) (Orfeo. 1985)
- Como el clavel del aire (Mauricio Ubal. Ayuí / Tacuabé. 1989)
- Estamos rodeados (Jaime Roos. Orfeo. 1991)
- Concierto por la vida (Rubén Rada. Orfeo. 1994)
- El Tren Bala (El Cuarteto de Nos) (Manzana Verde. 1996)
- Javier Silvera (Javier Silvera. Warner Music Group. 2004)
- Omar (Omar. Bizarro Records. 2004)

### Reediciones y recopilaciones
- Puedes oirme / Esa tristeza (disco conteniendo sus dos primeros trabajos solistas. Orfeo CDO 008-2. 1991)
- Para abrir la noche (con Rumbo. Ayuí / Tacuabé pd 2001. 1999)
- Rumbo (con Rumbo. Disco doble conteniendo los tres LP del grupo y sus participaciones colectivas. Ayuí / Tacuabé ae229-230cde. 2003)
- Mujeres como yo (lanzado para España con dos bonus tracks. 2003)
- Veinticinco (Bizarro Records. 2004)
- Las canciones de Piaf (reedición del disco "Piaf" que incluye nuevos temas. Bizarro Records. 2009)